# بن اینگرو دیریی
بن اینگرو دیریی (به انگلیسی: Banr) یک منطقهٔ مسکونی در پاکستان است که در خیبر پختونخوا واقع شده‌است.